# Michael Seymour (1802)
Pour son père portant le même nom et également amiral, voir Michael Seymour (1768)
Pour les articles homonymes, voir Seymour (patronyme).
Michael Seymour (né le 3 décembre 1802 et mort le 23 février 1887), est un homme politique britannique et amiral de la Royal Navy qui prit part à la guerre de Crimée et dirigea la flotte britannique dans plusieurs batailles de la seconde guerre de l'opium.

## Biographie
Michael Seymour est le troisième fils de l'amiral du même nom Sir Michael Seymour, 1er baronnet. Il entre dans la Royal Navy en 1813 et obtient le grade de lieutenant en 1822, de commandant en 1824 et de capitaine en 1826. De 1833 à 1835, il est capitaine du navire d'étude HMS Challenger et fait naufrage au large des côtes du Chili. En 1841, il reçoit le commandement du HMS Britannia, puis du HMS Powerful. En 1845, il reprend le HMS Vindictive.

### Guerre de Crimée
De 1851 à 1854, il occupe le rôle de surintendant commodore du chantier naval de Devonport et en 1854, il sert sous les ordres de Charles Napier dans la Baltique pendant la guerre de Crimée. La même année, il est promu contre-amiral la même année et, lors de la reprise des combats dans la Baltique en 1855, il occupe le poste de commandant en second ans l'équipage de Richard Dundas.

### Seconde guerre de l'opium
Le 19 février 1856, il est nommé commandant en chef de la flotte des Indes orientales et de Chine (en).
En octobre 1856 a lieu l'incident de l'Arrow durant lequel des troupes de marines chinoises saisissent le cargo Arrow sur suspicion de piraterie et de trafic d'opium. Le navire n'est pas immatriculé mais est possession britannique et malgré un équipage chinois, il est dirigé par le capitaine anglais Thomas Kennedy. L'évènement sert de casus belli pour le déclenchement de la seconde guerre de l'opium dans laquelle s'engagent la France et la Grande-Bretagne.
À bord du HMS Calcutta, Michael Seymour prend part aux premières batailles qui suivent l'incident de l'Arrow. Il prend part à la bataille de la Bogue en novembre 1856, aide à détruire la flotte chinoise au cours de la bataille de Fatshan Creek en juin 1857, permet la prise de Canton en décembre 1857, et en 1858 réussit la prise des forts de Taku, obligeant le gouvernement chinois à consentir au traité de Tientsin.

### Vie privée et activité politique

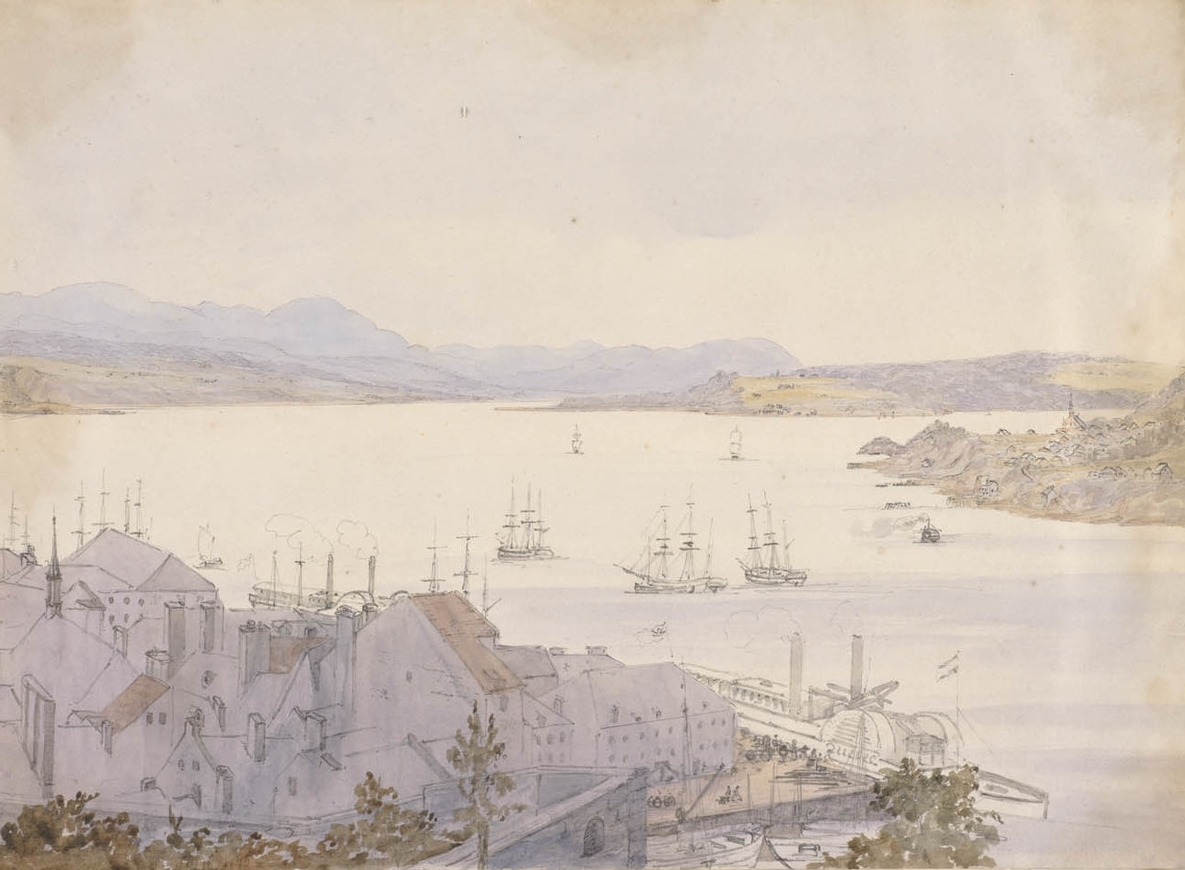
Le Fleuve Saint-Laurent vu de la portion la plus élevée de Québec, peint par Michael Seymour en 1846

Michael Seymour épouse en 1829 Dorothy Knighton avec qui il a un fils et trois filles. Il est l'oncle de Sir Edward Hobart Seymour, également amiral dans la Royal Navy.
En août et septembre 1846, il exécute seize dessins au Québec et en Ontario dont douze acquis par le Musée national des beaux-arts du Québec et quatre par Bibliothèque et Archives Canada.
Il est fait GCB en 1859 et siège en tant que député libéral pour Devonport de 1859 à 1863. En 1863, il est nommé commandant en chef de Portsmouth, poste qu'il occupe jusqu'en 1866.
Il prend sa retraite en 1870 et meurt 17 ans plus tard le 23 février 1887.